# Gießen
Gießen (také Giessen) je město v německé spolkové zemi Hesensko. Je správním centrem zemského okresu Gießen a také stejnojmenného vládního obvodu. V rámci spolkové země se jedná o sedmé největší město a významné regionální centrum. Město je také centrem regionu Středního Hesenska. V roce 2019 zde žilo 88 546 obyvatel.
Giessen tvoří součást širší městské aglomerace Giessen-Wetzlar, ve které žije přibližně 320 tisíc obyvatel. V nepříliš velké vzdálenosti od Giessenu se nachází několik dalších větších měst, kromě Wetzlaru také města Marburg, Fulda, Siegen nebo Limburg an der Lahn. Asi 70 km jižně od Giessenu leží finanční centrum Německa a zároveň sídlo Evropské centrální banky Frankfurt nad Mohanem se svou velkou aglomerací a největším mezinárodním letištěm země.

## Dějiny
První zmínka o osadě s názvem Giezzen pochází z roku 1197. Jako město je Giessen poprvé zmiňován v roce 1248. V roce 1300 zde byl jako hrad vybudován dnešní Starý zámek. V roce 1450 byla ve městě vybudována radnice, která byla zničena v roce 1944, a roku 1484 také kostel. Kolem roku 1535 nechal lankrabě Filip I. Hesenský postavit ve městě Nový zámek. V květnu 1560 zasáhl město požár, který poničil jeho severní část. V roce 1567 se město stalo součástí lankrabství Hesensko-Marbursko, ale už v roce 1604 patřilo do Hesenska-Darmstadska. V roce 1803 přešel Giessen do správy Hesenského velkovévodství. V následujících letech bylo zbouráno staré městské opevnění a bylo nahrazeno novými hradbami. V roce 1893 byl v Giessenu otevřen evangelický kostel svatého Jana (Johanneskirche), největší kostel ve městě s věží vysokou 72 m. V roce 1907 bylo otevřeno Městské divadlo (Stadttheater Giessen). O dva roky později, v roce 1909, byla zprovozněna elektrifikovaná tramvajová síť, která však zanikla v roce 1968.
K 1. lednu 1977 byl Giessen v rámci tehdejší územní reformy administrativním rozhodnutím sloučen s městem Wetzlar a dalšími okolními obcemi. Vzniklé velkoměsto se 155 000 obyvateli bylo pojmenováno Lahn podle řeky Lahn, která oběma většími městy nového celku protéká. Sloučení těchto měst a obcí však bylo jejich obyvatelstvem vnímáno negativně a ukázalo se jako neefektivní, a tak již za zhruba dva a půl roku, k 1. srpnu 1979, došlo k rozdělení sloučených měst a obcí téměř do původní podoby.

## Školství
Giessen je univerzitním městem, své sídlo zde má Univerzita Justuse Liebiga Giessen (Justus-Liebig-Universität Gießen) s přibližně 28 tisíci studenty. Prezidentem (rektorem) této univerzity je od roku 2009 profesor anglistiky Joybrato Mukherjee (* 1973), který je synem imigrantů z Indie a narodil se v Německu.
Kromě významné univerzity působí ve městě několik dalších vysokých škol. Je to především Středohesenská technická vysoká škola (Technische Hochschule Mittelhessen), vzniklá v roce 1971 pod jiným názvem, se 16 000 studenty. Dále existuje v Giessenu malá teologická vysoká škola evangelikálního zaměření. Kromě toho bylo ve městě v roce 2015 zapsáno 410 studentů na pobočce hesenské policejní vysoké školy.

## Partnerská města
- Winchester, Spojené království (od roku 1962)
- Netanja, Izrael (od roku 1978)
- Waterloo, Iowa, Spojené státy americké (od roku 1981)
- San Juan del Sur, Nikaragua (od roku 1986)
- Gödöllő, Maďarsko (od roku 1988)
- Hradec Králové, Česko (od roku 1990)
- Ferrara, Itálie (od roku 1998)

Spřátelená města
- Wen-čou, Čína (od roku 2011)

## Galerie

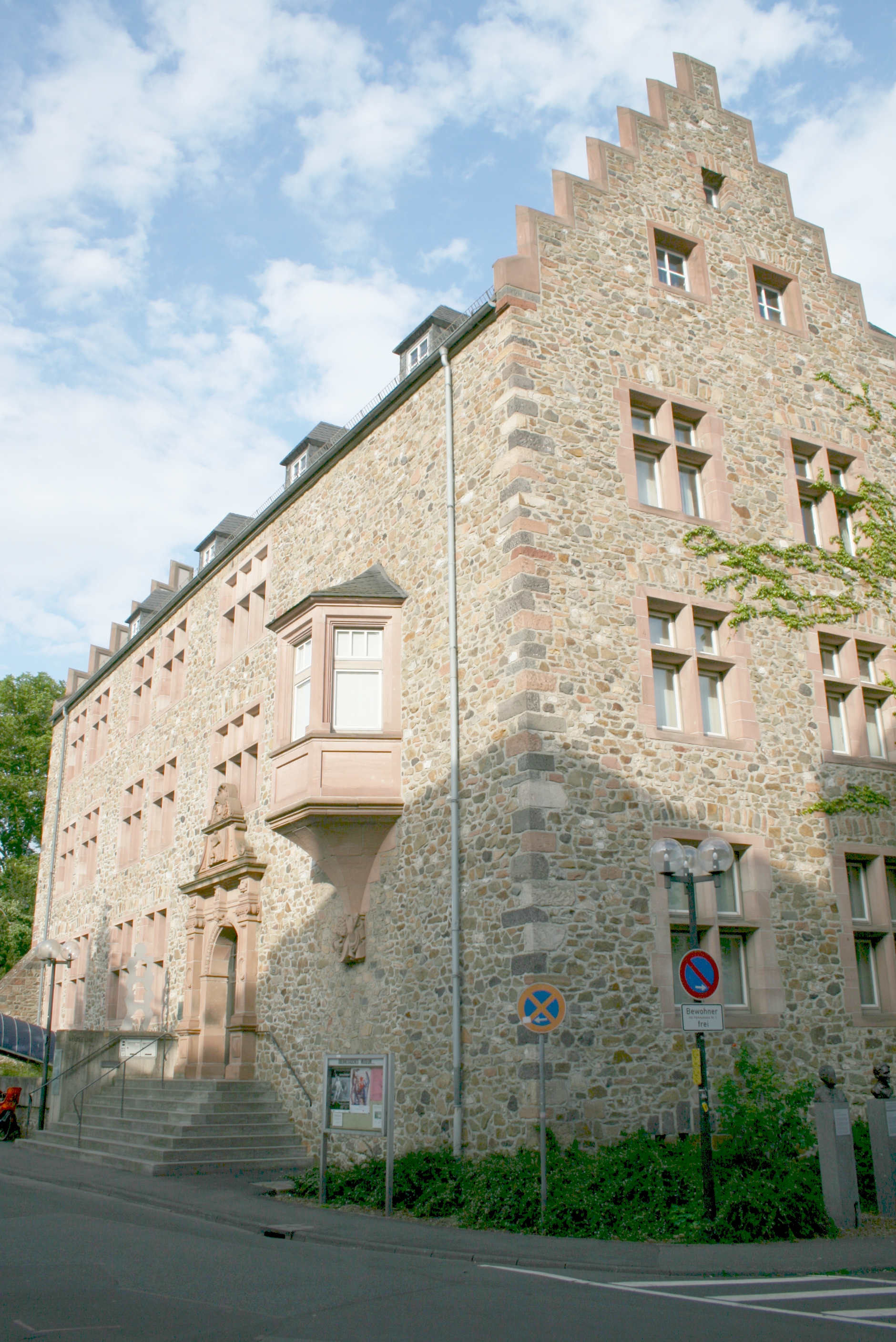
Starý zámek
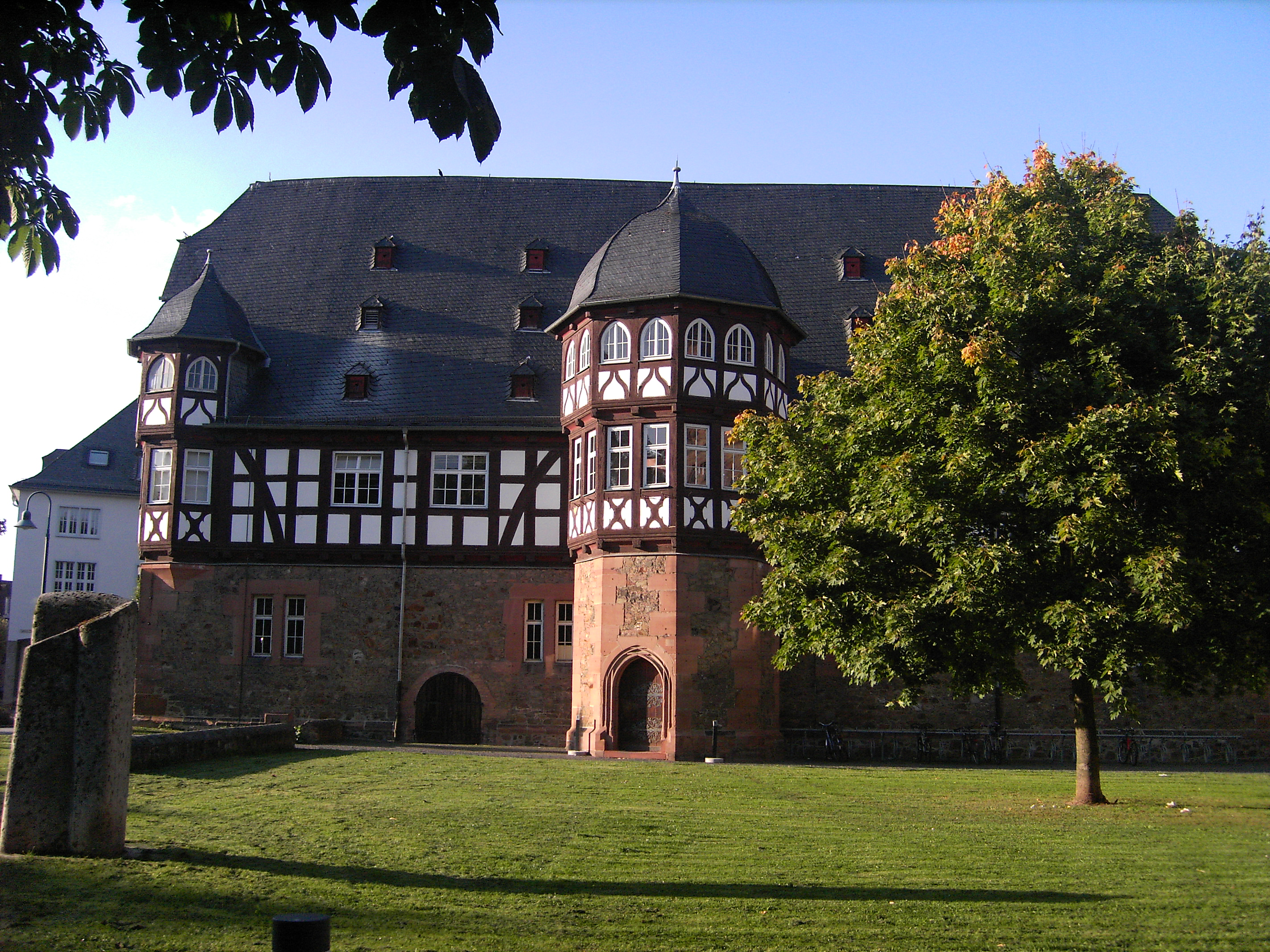
Nový zámek
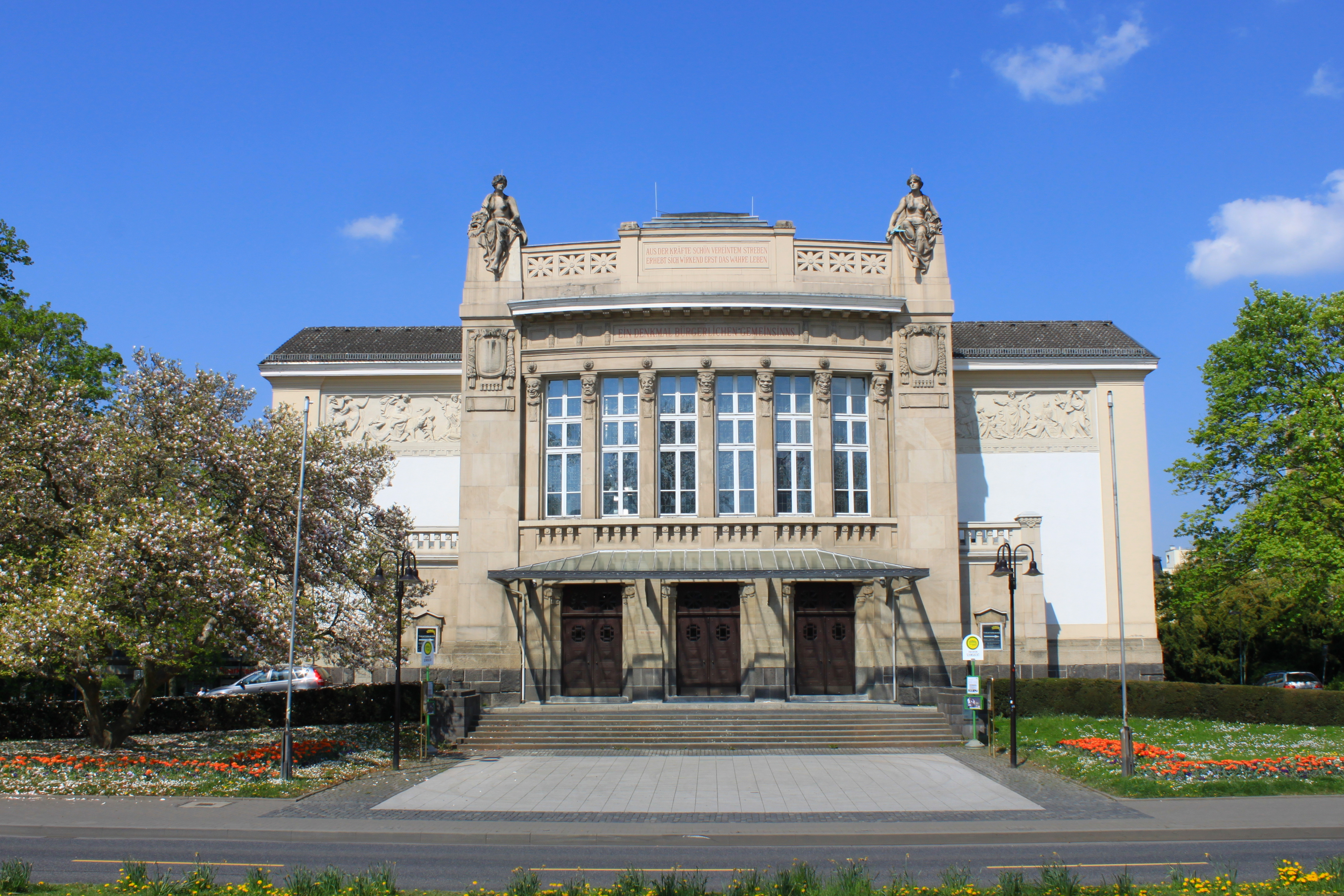
Městské divadlo v Giessenu
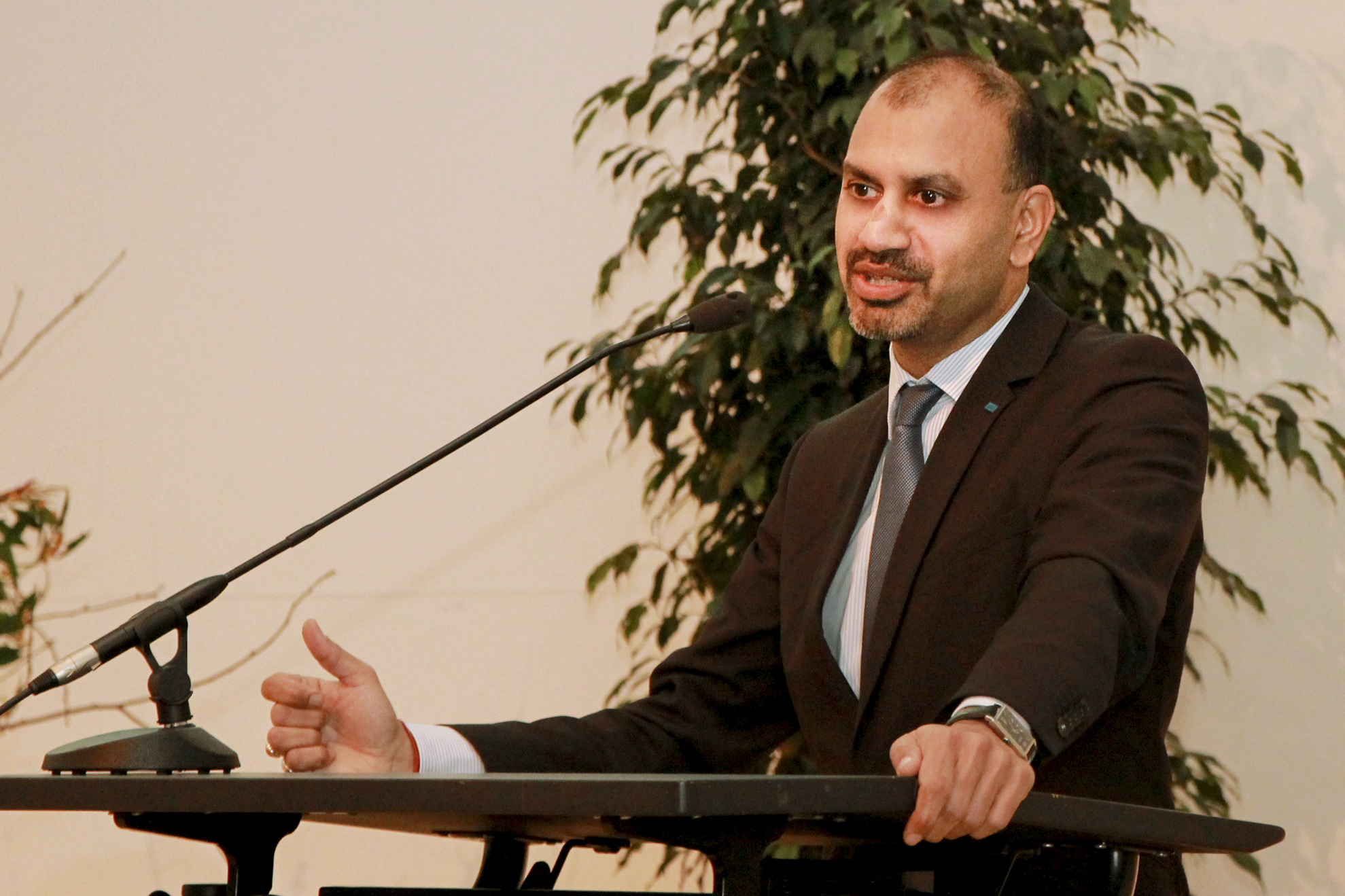
Joybrato Mukherjee, prezident Univerzity Justuse Liebiga (2016)